# Ana Sofia Nóbrega
Ana Sofia Nóbrega (sinh ngày 20 tháng 12 năm 1990) là một vận động viên bơi lội người Angola. Cô đã tham gia cuộc thi tự do 100 mét nữ tại Thế vận hội Mùa hè 2016, nơi cô đứng thứ 40 với thời gian 59,23 giây. Cô không lọt vào bán kết.